# 남아프리카 공화국의 병역 제도
남아프리카 공화국의 병역 제도는 1994년에 징병제 종료 후, 모병제로 운용하고 있다.

## 역사
- 1967년 6월 9일, 백인 청년남성에게 군복무를 의무적으로 부과하는 방위 관계 법률이 야당의 지지로 가결되었다. 이 징병제는 17세부터 65세까지의 백인남성에게 병역의무가 부과되었으며, 의무복무기간은 9개월이었다.
- 1972년, 남아프리카 방위군에서의 의무복무기간이 9개월에서 1년으로 연장되었다. 남아프리카 시민군(Citizen Force의 일환으로 5년간 편성되었으며 이 기간에는 매년 소집되어 19일을 복무하도록 했다.
- 1977년, 남아프리카 방위군에서의 의무복무기간이 1년에서 2년으로 연장되었다. 남아프리카 시민군의 편성기간은 5년에서 8년으로 연장, 이 기간에 매년 소집되어 복무하는 기간은 19일에서 30일로 연장되었다.
- 1994년, 아파르트헤이트의 철폐 후, 헌법의 개정에 의해 남아프리카 공화국의 징병제가 종료되었다.

## 같이 보기
- 징병제
- 양심적 병역거부
- 병역 기피
- 징병제 종식운동(End Conscription Campaign)
- 남아프리카 방위군(South African Defence Force)
- 남아프리카 국방군(South African National Defence Force)